# Жанатурмыс (Кордайский район)
Жанатурмыс (каз. Жаңатұрмыс) — село в Кордайском районе Жамбылской области Казахстана. Входит в состав Жамбылского сельского округа. Код КАТО — 314836300.

## Население
В 1999 году население села составляло 1202 человека (608 мужчин и 594 женщины). По данным переписи 2009 года, в селе проживало 1228 человек (624 мужчины и 604 женщины).